# Clephydroneura bangalorensis
Clephydroneura bangalorensis är en tvåvingeart som beskrevs av Joseph och Parui 1984. Clephydroneura bangalorensis ingår i släktet Clephydroneura och familjen rovflugor. Inga underarter finns listade i Catalogue of Life.